# Otto Gelsted
Einar Otto Gelsted (Middelfart, 4 novembre 1888 – Copenaghen, 22 dicembre 1968) è stato un poeta danese.
Fin dalle prime raccolte di versi (L'onnipotenza della danza, 1921; La vergine Gloriante, 1923) cercò di conciliare formazione classica e tentazioni irrazionali e nichiliste. 
Entrato nel partito comunista (1928), Gelsted scrisse liriche di violenta invettiva antifranchista e antinazista (Verso la chiarezza, 1931; Nell'uragano, 1934), fra le quali è famosa Volarono gli uccelli neri (1940), contro l'occupazione tedesca della Danimarca. Le sue ultime poesie (Mai il giorno fu così chiaro, 1959) testimoniano un raggiunto equilibrio interiore.

## Opere scelte
- L'onnipotenza della danza, 1921
- La vergine Gloriante, 1923
- Verso la chiarezza, 1931
- Nell'uragano, 1934
- Volarono gli uccelli neri, 1940
- Mai il giorno fu così chiaro, 1959